# 全米オープン (車いすテニス)
全米オープン（英語: US Open）は、アメリカ合衆国で開催される車いすテニスの国際大会で、国際テニス連盟公認のITF車いすテニスツアーに含まれるトーナメント。USオープンとも呼ばれる。
車いすテニスには「全米オープン」と呼ばれる主要な大会として、全米テニス協会（USTA）の名を冠したUSTA全米車いす選手権（USTA National Wheelchair Championships）とニューヨークで開催される全米オープンの2つがある。両大会ともにUSTAが主催している。

## USTA全米車いす選手権
1980年に始まり、車いすテニスにおける主要大会中、最も長い歴史をもつ。全米から70人の参加者を集めて行われた第1回大会以来、カリフォルニア州アーバインで開催されていたが、1999年よりサンディエゴとなり、2009年はミズーリ州セントルイスで開催される。NEC車いすテニスツアーにおける格付けはスーパーシリーズである。US Open USTA Wheelchair Championships もしくはUS Open Super Series と呼ばれることもある。

### 大会歴代優勝者（USTA）

#### 男子シングルス（USTA）
- 1980 - ブラッド・パークス（アメリカ）
- 1981 - ランディ・スノー（アメリカ）
- 1982 - ランディ・スノー（アメリカ）
- 1983 - ランディ・スノー（アメリカ）
- 1984 - ランディ・スノー（アメリカ）
- 1985 - ブラッド・パークス（アメリカ）
- 1986 - ランディ・スノー（アメリカ）
- 1987 - ブラッド・パークス（アメリカ）
- 1988 - ランディ・スノー（アメリカ）
- 1989 - ランディ・スノー（アメリカ）
- 1990 - ランディ・スノー（アメリカ）
- 1991 - ランディ・スノー（アメリカ）
- 1992 - スティーブン・ウェルチ（アメリカ）
- 1993 - ランディ・スノー（アメリカ）
- 1994 - スティーブン・ウェルチ（アメリカ）
- 1995 - デビッド・ホール（オーストラリア）
- 1996 - リッキー・モリール（オランダ）
- 1997 - デビッド・ホール（オーストラリア）
- 1998 - デビッド・ホール（オーストラリア）
- 1999 - スティーブン・ウェルチ（アメリカ）
- 2000 - デビッド・ホール（オーストラリア）
- 2001 - デビッド・ホール（オーストラリア）
- 2002 - デビッド・ホール（オーストラリア）
- 2003 - デビッド・ホール（オーストラリア）
- 2004 - デビッド・ホール（オーストラリア）
- 2005 - ミカエル・ジェレミアス（フランス）
- 2006 - 国枝慎吾（日本）
- 2007 - 国枝慎吾（日本）
- 2008 - 開催なし
- 2009 - 国枝慎吾（日本）
- 2010 - 国枝慎吾（日本）
- 2011 - ロビン・アマラーン（オランダ）
- 2012 - ステファン・ウデ（フランス）
- 2013 - 国枝慎吾（日本）
- 2014 - 国枝慎吾（日本）
- 2015 - ステファン・ウデ（フランス）
- 2016 - ステファン・ウデ（フランス）

- 2017 - ステファン・ウデ（フランス）

#### 男子ダブルス（USTA）
- 2015 - ステファン・ウデ（フランス）＆ゴードン・リード（イギリス）
- 2016 - ステファン・ウデ（フランス）＆国枝慎吾（日本）
- 2017 - ステファン・ウデ（フランス）＆ニコラス・ピーファー（フランス）

#### 女子シングルス（USTA）
- 1980 - テリー・グレー（アメリカ）
- 1981 - ナンシー・コットン（アメリカ）
- 1982 - マリリン・ハミルトン（アメリカ）
- 1983 - マリリン・ハミルトン（アメリカ）
- 1984 - ミシェル・デジャレ（アメリカ）
- 1985 - シャンタル・ファンディレンドンク（オランダ）
- 1986 - シャンタル・ファンディレンドンク（オランダ）
- 1987 - シャンタル・ファンディレンドンク（オランダ）
- 1988 - モニク・ファン・デン・ボッシュ（オランダ）
- 1989 - シャンタル・ファンディレンドンク（オランダ）
- 1990 - シャンタル・ファンディレンドンク（オランダ）
- 1991 - モニク・ファン・デン・ボッシュ（オランダ）
- 1992 - シャンタル・ファンディレンドンク（オランダ）
- 1993 - シャンタル・ファンディレンドンク（オランダ）
- 1994 - モニク・カルクマン（オランダ）
- 1995 - モニク・カルクマン（オランダ）
- 1996 - マーイケ・スミット（オランダ）
- 1997 - ダニエラ・ディトーロ（オーストラリア）
- 1998 - エステル・フェルヘール（オランダ）
- 1999 - ダニエラ・ディトーロ（オーストラリア）
- 2000 - エステル・フェルヘール（オランダ）
- 2001 - ソニア・ペーテルス（オランダ）
- 2002 - エステル・フェルヘール（オランダ）
- 2003 - エステル・フェルヘール（オランダ）
- 2004 - マーイケ・スミット（オランダ）
- 2005 - エステル・フェルヘール（オランダ）
- 2006 - エステル・フェルヘール（オランダ）
- 2007 - エステル・フェルヘール（オランダ）
- 2008 - 開催なし
- 2009 - エステル・フェルヘール（オランダ）
- 2010 - エステル・フェルヘール（オランダ）
- 2011 - エステル・フェルヘール（オランダ）
- 2012 - ザビーネ・エラブロック（ドイツ）
- 2013 - 上地結衣（日本）
- 2014 - イスケ・フリフィウン（オランダ）
- 2015 - 上地結衣（日本）
- 2016 - ルーシー・シュケル（イギリス）
- 2017 - 上地結衣（日本）

#### 女子ダブルス（USTA）
- 2015 - 上地結衣（日本）＆ジョーダン・ホワイリー（イギリス）
- 2016 - マカレーナ・カブリラーナ（チリ）＆コータオ・モンジェーン（南アフリカ）
- 2017 - 上地結衣（日本）＆ルーシー・シュケル（イギリス）

#### クァードシングルス（USTA）
- 1981 - ジョージ・ポンス（アメリカ）
- 1982 - グレッグ・トンプソン（アメリカ）
- 1983 - グレッグ・トンプソン（アメリカ）
- 1984 - グレッグ・トンプソン（アメリカ）
- 1985 - リック・ドレニー（アメリカ）
- 1986 - ジョージ・ポンス（アメリカ）
- 1987 - スティーブン・スコット（アメリカ）
- 1988 - スティーブ・エバレット（アメリカ）
- 1989 - スティーブン・スコット（アメリカ）
- 1990 - リック・ドレニー（アメリカ）
- 1991 - リック・ドレニー（アメリカ）
- 1992 - リック・ドレニー（アメリカ）
- 1993 - ブライアン・ハンソン（アメリカ）
- 1994 - リック・ドレニー（アメリカ）
- 1995 - リック・ドレニー（アメリカ）
- 1996 - エリック・エメリック（アメリカ）
- 1997 - ブライアン・ハンソン（アメリカ）
- 1998 - ブライアン・ハンソン（アメリカ）
- 1999 - ブライアン・ハンソン（アメリカ）
- 2000 - ニコラス・テイラー（アメリカ）
- 2001 - ピーター・ノーフォーク（イギリス）
- 2002 - ニコラス・テイラー（アメリカ）
- 2003 - ピーター・ノーフォーク（イギリス）
- 2004 - ピーター・ノーフォーク（イギリス）
- 2005 - ニコラス・テイラー（アメリカ）
- 2006 - ピーター・ノーフォーク（イギリス）
- 2007 - デビッド・ワグナー（アメリカ）
- 2008 - 開催なし
- 2009 - デビッド・ワグナー（アメリカ）
- 2010 - ピーター・ノーフォーク（イギリス）
- 2011 - ピーター・ノーフォーク（イギリス）
- 2012 - デビッド・ワグナー（アメリカ）
- 2013 - デビッド・ワグナー（アメリカ）
- 2014 - デビッド・ワグナー（アメリカ）
- 2015 - デビッド・ワグナー（アメリカ）
- 2016 - デビッド・ワグナー（アメリカ）
- 2017 - アンディ・ラプソーン（イギリス）

#### クァードダブルス（USTA）
- 2015 - ディラン・アルコット（オーストラリア）＆アンディ・ラプソーン（イギリス）
- 2016 - デビッド・ワグナー（アメリカ）＆ニコラス・テイラー（アメリカ）
- 2017 - アンディ・ラプソーン（イギリス）＆デビッド・ワグナー（アメリカ）

## 全米オープン（ニューヨーク）
2005年に始まったテニスの全米オープンの車いすテニス部門で、一般テニスのトーナメントと同じニューヨークのフラッシング・メドウズで開催される。NEC車いすテニスツアーにおける格付けは2007年よりグランドスラムである。US Open New York とも呼ばれる。

### 大会歴代優勝者（NY）

#### 男子シングルス（NY）
- 2005 - ロビン・アマラーン（オランダ）
- 2006 - ロビン・アマラーン（オランダ）
- 2007 - 国枝慎吾（日本）
- 2008 - パラリンピックのため開催なし
- 2009 - 国枝慎吾（日本）
- 2010 - 国枝慎吾（日本）
- 2011 - 国枝慎吾（日本）
- 2012 - パラリンピックのため開催なし
- 2013 - ステファン・ウデ（フランス）
- 2014 - 国枝慎吾（日本）
- 2015 - 国枝慎吾（日本）
- 2016 - パラリンピックのため開催なし
- 2017 - ステファン・ウデ（フランス）
- 2018 - アルフィー・ヒューエット（イギリス）
- 2019 - アルフィー・ヒューエット（イギリス）
- 2020 - 国枝慎吾（日本）
- 2021 - 国枝慎吾（日本）

#### 女子シングルス（NY）
- 2005 - エステル・フェルヘール（オランダ）
- 2006 - エステル・フェルヘール（オランダ）
- 2007 - エステル・フェルヘール（オランダ）
- 2008 - パラリンピックのため開催なし
- 2009 - エステル・フェルヘール（オランダ）
- 2010 - エステル・フェルヘール（オランダ）
- 2011 - エステル・フェルヘール（オランダ）
- 2012 - パラリンピックのため開催なし
- 2013 - アニーク・ファン・クート（オランダ）
- 2014 - 上地結衣（日本）
- 2015 - ジョーダン・ホワイリー
- 2016 - パラリンピックのため開催なし
- 2017 - 上地結衣（日本）
- 2018 - ディーデ・デフロート（オランダ）
- 2019 - ディーデ・デフロート（オランダ）

#### クァードシングルス（NY）
- 2007 - ピーター・ノーフォーク（イギリス）
- 2008 - パラリンピックのため開催なし
- 2009 - ピーター・ノーフォーク（イギリス）
- 2010 - デビッド・ワグナー（アメリカ）
- 2011 - デビッド・ワグナー（アメリカ）
- 2012 - パラリンピックのため開催なし
- 2013 - ルーカス・シトール（南アフリカ）
- 2014 - アンドリュー・ラフォーネ（イギリス）
- 2015 - ディラン・オルコット（オーストラリア）
- 2016 - パラリンピックのため開催なし
- 2017 - デビッド・ワグナー（アメリカ）
- 2018 - ディラン・オルコット（オーストラリア）
- 2019 - アンドリュー・ラフォーネ（イギリス）

#### 男子ダブルス（NY）
- 2005 - ロビン・アマラーン（オランダ）＆ミカエル・ジェレミアス（フランス）
- 2006 - ロビン・アマラーン（オランダ）＆ミカエル・ジェレミアス（フランス）
- 2007 - 国枝慎吾（日本）＆斎田悟司（日本）
- 2008 - パラリンピックのため開催なし
- 2009 - ステファン・ウデ（フランス）＆ステファン・オルソン（スウェーデン）
- 2010 - マイケル・シェファース（オランダ）＆ロナルト・ヴィンク（オランダ）
- 2011 - ステファン・ウデ（フランス）＆ニコラス・ピーファー（フランス）
- 2012 - パラリンピックのため開催なし
- 2013 - ミカエル・ジェレミアス（フランス）＆マイケル・シェファース（オランダ）
- 2014 - 国枝慎吾（日本）＆ステファン・ウデ（フランス）
- 2015 - ステファン・ウデ（フランス）& ゴードン・リード（イギリス）
- 2016 - パラリンピックのため開催なし
- 2017 - アルフィー・ヒューエット（イギリス）＆ゴードン・リード（イギリス）
- 2018 - アルフィー・ヒューエット（イギリス）＆ゴードン・リード（イギリス）
- 2019 - アルフィー・ヒューエット（イギリス）＆ゴードン・リード（イギリス）

#### 女子ダブルス（NY）
- 2005 - コリー・ホーマン（オランダ）＆エステル・フェルヘール（オランダ）
- 2006 - イスケ・フリフィウン（オランダ）＆エステル・フェルヘール（オランダ）
- 2007 - イスケ・フリフィウン（オランダ）＆エステル・フェルヘール（オランダ）
- 2008 - パラリンピックのため開催なし
- 2009 - コリー・ホーマン（オランダ）＆エステル・フェルヘール（オランダ）
- 2010 - エステル・フェルヘール（オランダ）＆シャロン・ワラベン（オランダ）
- 2011 - エステル・フェルヘール（オランダ）＆シャロン・ワラベン（オランダ）
- 2012 - パラリンピックのため開催なし
- 2013 - イスケ・フリフィウン（オランダ）＆アニーク・ファン・クート（オランダ）
- 2014 - 上地結衣（日本）＆ジョーダン・ホワイリー
- 2015 - イスケ・フリフィウン（オランダ）＆ アニーク・ファン・クート（オランダ）
- 2016 - パラリンピックのため開催なし
- 2017 - アニーク・ファン・クート（オランダ）＆ マジョレーン・バイス（オランダ）
- 2018 - 上地結衣（日本）＆ディード・クート（オランダ）
- 2019 - アニーク・ファン・クート（オランダ）＆ディード・クート（オランダ）
- 2020 - 上地結衣（日本）＆ジョーダン・ホワイリー

#### クァードダブルス（NY）
- 2007 - ニコラス・テイラー（アメリカ）＆デビッド・ワグナー（アメリカ）
- 2008 - パラリンピックのため開催なし
- 2009 - ニコラス・テイラー（アメリカ）＆デビッド・ワグナー（アメリカ）
- 2010 - ニコラス・テイラー（アメリカ）＆デビッド・ワグナー（アメリカ）
- 2011 - ニコラス・テイラー（アメリカ）＆デビッド・ワグナー（アメリカ）
- 2012 - パラリンピックのため開催なし
- 2013 - ニコラス・テイラー（アメリカ）＆デビッド・ワグナー（アメリカ）
- 2014 - ニコラス・テイラー（アメリカ）＆デビッド・ワグナー（アメリカ）
- 2015 - ニコラス・テイラー（アメリカ）＆ デビッド・ワグナー（アメリカ）
- 2016 - パラリンピックのため開催なし
- 2017 - アンディ・ラプソーン（イギリス）＆ デビッド・ワグナー（アメリカ）
- 2018 - アンディ・ラプソーン（イギリス）＆ デビッド・ワグナー（アメリカ）
- 2019 - アンディ・ラプソーン（イギリス）＆ ディラン・オルコット（オーストラリア）